# Jakub Požár
Jakub Požár (* 20. června 1974, Rýmařov) je v český malíř, ilustrátor, grafik, designér.

## Život
Jakub Požár absolvoval v letech 1988-1992 užitou grafiku na Škole uměleckých řemesel v Brně a poté v letech 1992–1998 vystudoval pod vedením profesora Jiřího Šalamouna obor ilustrace a grafika na Vysoké škole uměleckoprůmyslové v Praze. Roku 1995 absolvoval stáž ve fotografickém ateliéru Pavla Štecha a roku 1996 na anglické University of Hull.
Po ukončení studia pracoval od roku 1999 jako grafik v Židovském muzeu v Praze, od roku 2001 jako Art Director v časopise Marketing & Media. Od roku 2003 spoluzaložil reklamní agenturu RelativeDesign v Třebíči. V letech 2007–2010 spolupracoval s časopisy Reflex a ABC. Zabývá se také grafickou úpravou knih, je rovněž autorem knižních ilustrací a obálek
a také konceptů herních postav, pozadí a reálií počítačových her.

## Z knižních ilustrací
- Jiří Kuběna: Hledá se MiciMaus (2001).
- Iain Lawrence: Pašeráci (2004).
- Přízraky, zázraky & spol. (2007)).